# أكيرا إينو
أكيرا إينو (باليابانية: 井上昭) (و. 1928 – م) هو مخرج سينمائي، من اليابان، ولد في كيوتو.

## التعليم
تعلم في جامعة دوشيشا.

## روابط خارجية
- أكيرا إينو على موقع IMDb (الإنجليزية)
- أكيرا إينو على موقع قاعدة بيانات الفيلم (الإنجليزية)